# جي تي بي

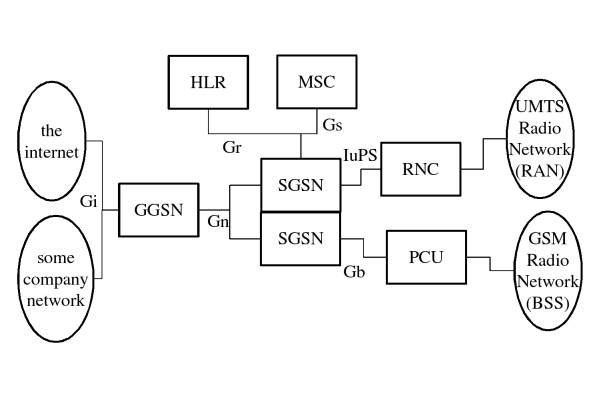
يوضح هذا الرسم البياني البنية المبسطة لشبكة GPRS الأساسية بالإضافة إلى أسماء بعض الواجهات/النقاط المرجعية بين الأنظمة

جي تي بي GTP اختصار لـ gprs tunneling protocol.
هو مجموعة من برتوكولات الاتصالات المعتمدة على تقنية ال (بروتوكول إنترنت)، والتي يتم استخدامها لنقل ال[GPRS:General Packet Radio Servics] ضمن شبكات [UMTS: : Universal Mobile Telecommunication System]، و[GSM: Global System for Mobile communications]. يسمح هذا البرتوكول لمستخدمي شبكة ال (النظام العالمي للإتصالات المتنقلة) أو شبكة ال (النظام العالمي للاتصالات المتنقلة) بالتنقل من مكان لاخر مع استمرار اتصالهم بشبكة الإنترنت، كما لو أنهم في موقع واحد على شبكة ال [GGSN: Gateway GPRS Support Node].
يتم ذلك من خلال قيام بروتوكول ال (GTP) بنقل معلومات المستخدم من ال أساس شبكة خدمة نقل المعلومات عبر الراديو الحالي للمستخدم إلى GGSN التي تعالج وتحفظ جلسة اتصال المستخدم.
يمكن استخدام هذا البروتوكول مع بروتوكول ال(ميفاق ضبط الإرسال: Transmission Control Protocol) أو بروتوكول ال (بروتوكول بيانات المستخدم: User Datagram Protocol)، ويعمل هذا البروتوكول في مستوى طبقة التطبيقات (طبقة التطبيق).
يمكن تحليل هذا البروتوكول إلى عدة بروتوكولات منفصلة هي:(GTP-C، GTP-U... 'GTP).
GTP-C.1: يستخدم ضمن (أساس شبكة خدمة نقل المعلومات عبر الراديو) للتأشير [GGSN:Gateway GPRS Support Nodes]وبين [GGSN:Gateway GPRS Support Nodes] هذا يسمح لل(أساس شبكة خدمة نقل المعلومات عبر الراديو) بتفعيل جلسة اتصال المستخدم أو لايقاف تفعيل نفس الجلسة أو ضبط جودة خدمة المعلومات أو يستخدم لتحديث جلسة اتصال المستخدم الذي وصل من(SGSN) ثاني...
2.GTP-U:يستخدم لنقل معطيات المستخدم ضمن (جي بي آر إس) الشبكة الأساسية (أساس شبكة خدمة نقل المعلومات عبر الراديو)
و بين الشبكة الأساسية وشبكة الاتصالات اللاسلكية...كما أن معطيات المستخدم يمكن نقلها كحزم في أي شكل من(بروتوكول النقطة إلى النقطة,آي بي في4,حمض الفيتيك).
3.GTP: يستخدم نفس هيكل مسج ال GTP-C وأساس شبكة خدمة نقل المعلومات عبر الراديو لكنه يملك وظيفة مستقلة. يستخدم هذا البروتوكول لنقل البيانات المشحونة من [CDF: Charfing Data Function] لكل من شبكتي النظام العالمي للإتصالات المتنقلة أو النظام العالمي للاتصالات المتنقلة إلى [CGF:Charging Gateway Function].
مختلف بروتوكولات ال (GTP)يتم تنفيذها من قبل RNCs، SGSNs، GGSNs ,CGFs عبر شبكات 3GPP.
GTP-C: يعد هذا البروتوكل الجزء الرئيسي من بروتوكول ال (GTP) القياسي. عندما يطلب المستخدم [PDP Context] عندها سوف يقوم أساس شبكة خدمة نقل المعلومات عبر الراديو بإنشاء رسالة [GTP-C] لخلق طلب (أساس شبكة خدمة نقل المعلومات عبر الراديو).............. وارسالها إلى GGSN والتي تحتوي تفاصيل طلب المستخدم..
بعدها سيقوم GGSN بالرد عبر إنشاء رسالة [GTP-C] لخلق رد [PDP context] والتي تحتوي أيضا تفاصيل عن ال (أساس شبكة خدمة نقل المعلومات عبر الراديو)التي فعلا تم تفعيلها أو تشير إلى فشل وتعطي أسباب الفشل... وهذه هي رسالة ال بروتوكول بيانات المستخدم على المنفذ 2123.
GTP-U: هو بروتوكول إنفاق يعتمد تقنية ال(IP) والذي يسمح بوجود نفق أو أكثر بين نقاط الاتصال.
لكل (PDP context) فعال عند المستخدم سيكون له نفق بالإضافة لاتفاق منفصلة لاتصالات محددة.
تعرّف هذه الإنفاق بمتحول نقطة نهاية النفق (Tunnel Endpoint Identifier) في رسالات ال أساس شبكة خدمة نقل المعلومات عبر الراديو. وهذا المتحول هو رقم مولد عشوائيا بشكل ديناميكي.
إذا كان هذا الرقم العشوائي من النوع المشفر عندها سوف يقدم قدر من الحماية ضد هجمات معينة.
++. ومع ذلك فان الشرط لل 3GPP القياسي هو ان تكون كل إشارات ال gtp,بما فيها معلومات المستخدم، مرسلة ضمن شبكات خاصة محمية لا تتصل مباشرة مع شبكة الإنترنت وهذا يحصل على المنفذ رقم ال 2152 على ال بروتوكول بيانات المستخدم.
'GTP: يقوم هذا البروتوكول بنقل البيانات المشحونة إلى Charging Gateway Function
يستخدم هذا البروتوكول TCP/UDP منفذ 3386
- إصدارات البروتوكول

ان برتوكول GTP يمكن أن يستخدم مع البروتوكولين (TCP / UDP)ولكن النسخة الثانية VIRSION 1 تتعامل فقط مع ال (UDP)
+اعتبارا من 2004 وجد نسختين محددتين:
- النسخة رقم صفر والنسخة رقم واحد.

النسختان يختلفان اختلافا كبيرا في التركيب :
النسخة الأولى : برتوكول التأشير ,(البروتوكول الذي يضع الإنفاق من خلال تفعيل ال [PDP CONTEXT]) ,يجمَع مع برتوكول الإنفاق على منفذ واحد.
النسخة الثانية: يعمل على بروتوكولين، الأول للمراقبة والتحكم ويسمى (GTP-C) والثاني يستخدم من أجل إنفاق معطيات المستخدم ويسمى (GTP_U).
GTP_U: يستحدم أيضا لنقل معطيات المستخدم من (RNC) إلى (SGSN) في شبكات (UMTS). وهنا التأشير يتم باستخدام RANAP بدل من GTP-C.
الاختلاف بين نسختي البروتوكول:
النسخة الأصلية (GTP) (الإصدار 0) لديه اختلافات كبيرة عن النسخة الحالية (الإصدار 1) :
- تحديد النفق لم يكن عشوائيا.
- الخيارات قدمت لنقل بروتوكول X25.
- المنفذ الثابت رقم 3386 كان يستخدم من أجل جميع الوظائف ليس من أجل فرض الرسوم فقط كما في (جي تي بي).
- (ميفاق ضبط الإرسال) كان متاح كخيار للنقل بدلا من (بروتوكول بيانات المستخدم) ولكن هذا الأمر كان اختياري.
- الاشتراك في المجالات ذات الصلة مثل جودة الخدمة كان محدودا أكثر.